# Biblioteca Central de Mineápolis
La Biblioteca Central de Mineápolis (en inglés Minneapolis Central Library) es una biblioteca en el centro de Mineápolis, la ciudad más poblada del estado de Minnesota (Estados Unidos). Es la mayor sede del sistema de bibliotecas públicas de la Biblioteca del Condado de Hennepin. Se anuncia a sí misma como la que tiene "la tercera colección de bibliotecas públicas per cápita más grande de cualquier ciudad importante de Estados Unidos, con una colección de más de 2,4 millones de artículos, incluidos libros, DVD, música y documentos gubernamentales". El edificio de su sede actual tiene 32 800 m², está situado en 300 Nicollet Mall y cuenta con dos niveles de estacionamiento subterráneo. Fue diseñado por César Pelli e inaugurado el 20 de mayo de 2006. Tiene más de 300 computadoras, un atrio de 756 m², un techo verde de 1724 m² y algunas medidas de eficiencia energética.

## Historia
El predecesor de la biblioteca pública de Mineápolis fue una biblioteca de suscripción llamada Mineápolis Athenæum fundada en 1859. La Biblioteca Pública de Mineápolis fue fundada en 1885 y su primera tarea fue construir una biblioteca principal. La primera biblioteca central de la "Biblioteca Pública de Mineápolis" (también conocida como la biblioteca principal) se construyó en 1889 a lo largo de la calle Tenth y Hennepin Avenue, a unas seis cuadras al sur del edificio actual. La biblioteca contenía una galería de arte principalmente de obras de la colección del benefactor de la biblioteca T. B. Walker.
Después de muchas décadas, la biblioteca se consideró abarrotada y desactualizada y se comenzaron los planes para una nueva biblioteca en una ubicación diferente. El Centro de Información y Biblioteca Pública de Mineápolis (MPLIC), inaugurado el 28 de enero de 1961 en la calle 4 y Nicollet (el sitio del edificio actual). El nuevo edificio de vidrio y acero de cuatro pisos reemplazó al antiguo castillo de piedra, que fue demolido (el espacio ahora es un estacionamiento). El edificio incluía una biblioteca, así como un planetario, auditorio y un pequeño museo en su sótano que se hizo famoso entre los escolares por sus momias egipcias. La nueva ubicación en el entonces deteriorado distrito de "bucle inferior" convirtió a la biblioteca en una "piedra angular" de la remodelación de 1960 del centro de Mineápolis.
Treinta años después, los líderes de la biblioteca y la comunidad comenzaron nuevamente a generar apoyo para una biblioteca nueva y más grande. Comenzó la construcción de la tercera y actual biblioteca (en el mismo lugar que el segundo edificio demolido) después de que los votantes de Mineápolis aprobaran una tarifa de 140 millones de dólares en fondos para mejorar los servicios bibliotecarios el 7 de noviembre de 2000. El nuevo edificio fue diseñado por César Pelli, junto con la firma Architectural Alliance de Mineápolis, y se abrió al público el 20 de mayo de 2006. A un costo de 250 dólares por pie cuadrado, la biblioteca cuenta con un jardín en la azotea y mucha luz natural. Su área de almacenamiento fue diseñada para estar disponible para el público sin la asistencia de personal, de modo que casi toda la colección sea accesible al público. Entre el cierre de la segunda biblioteca y la apertura del nuevo edificio, la mayoría de los servicios se brindaron en la ubicación provisional de la "Biblioteca Central Marquette", en dos pisos del Marquette Plaza (anteriormente el Banco de la Reserva Federal de Mineápolis). El costo de proporcionar el sitio provisional mientras se demolía y reconstruía la antigua biblioteca superó los 10 millones de dólares.
El sistema de bibliotecas públicas de Mineápolis, que constaba de 14 sucursales de bibliotecas además de Central, se unió al sistema de 26 bibliotecas del condado de Hennepin el 1 de enero de 2008. La administración del sistema unificado de bibliotecas permaneció en Ridgedale Library en Minnetonka.
La Sociedad del Planetario de Mineápolis estaba en el segundo edificio MPLIC utilizando una máquina de proyección literalmente más antigua que la era espacial en sí (entregada e instalada originalmente en 1954, tres años antes del lanzamiento del Sputnik I). En 2005, la Legislatura de Minnesota asignó fondos para la inclusión de un planetario en el nuevo edificio de la Biblioteca Central. Los 3.437 m² del Planetario de Minnesota se planeó originalmente para el techo del nuevo edificio, pero en su lugar se agregó a los planes para el nuevo Museo Bell de Historia Natural en la Universidad de Minnesota .

## Galería

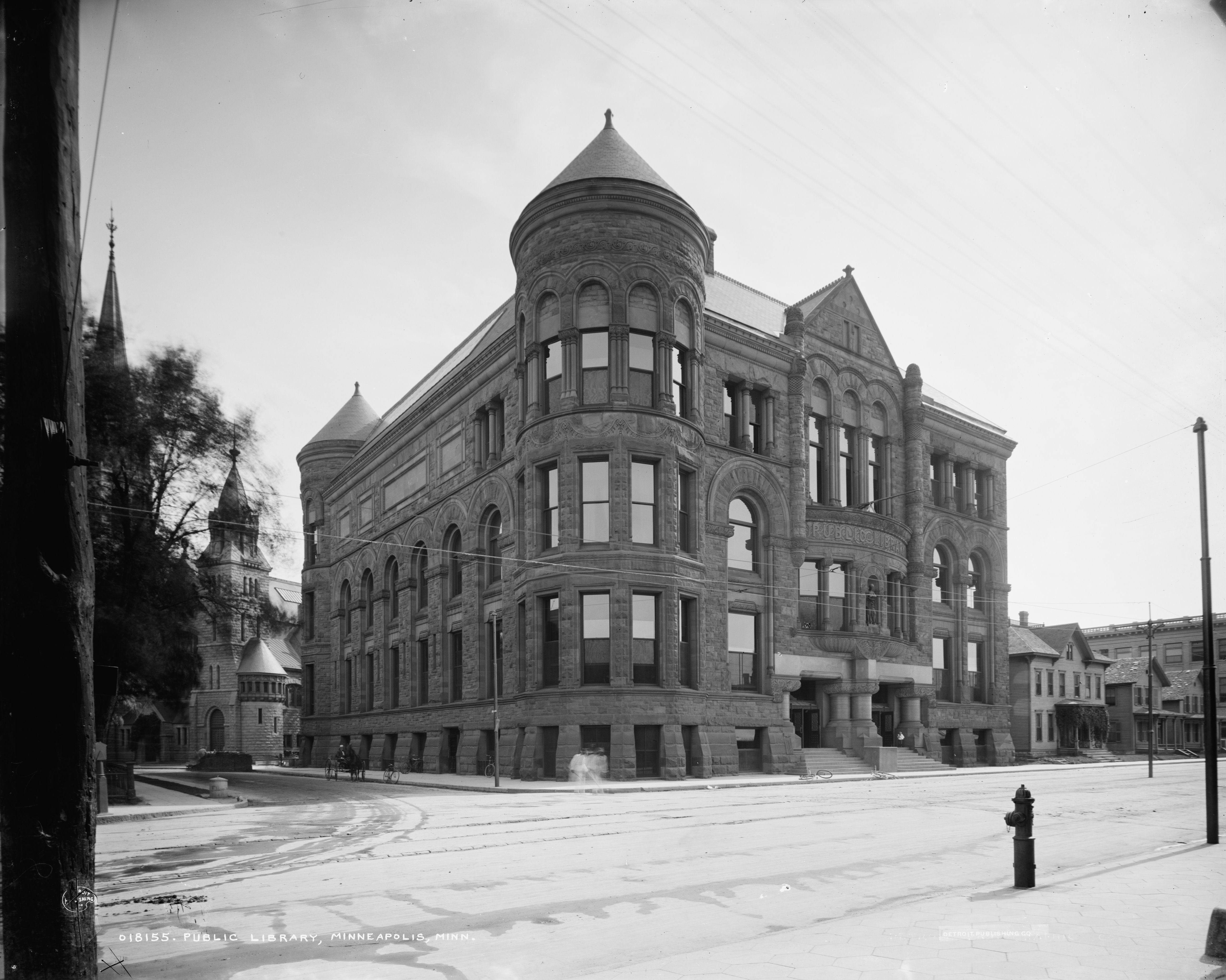
La primera Biblioteca Central c. 1800
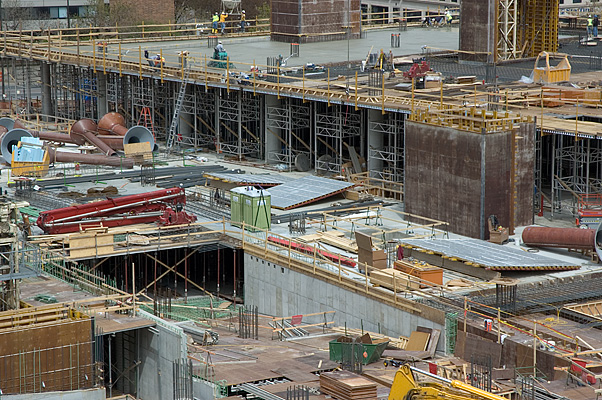
La Biblioteca en construcción en 2004
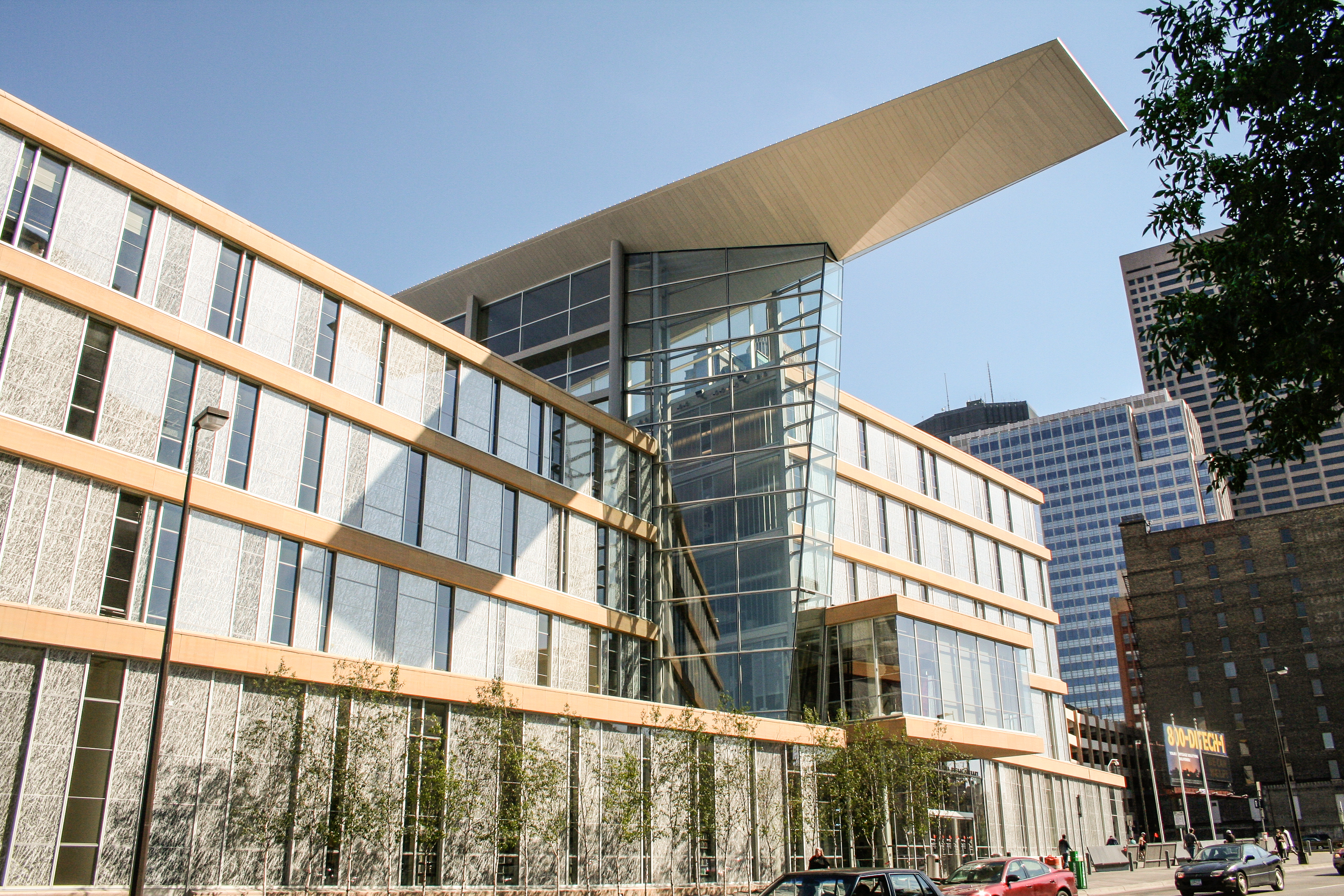
Cubierta del atrio
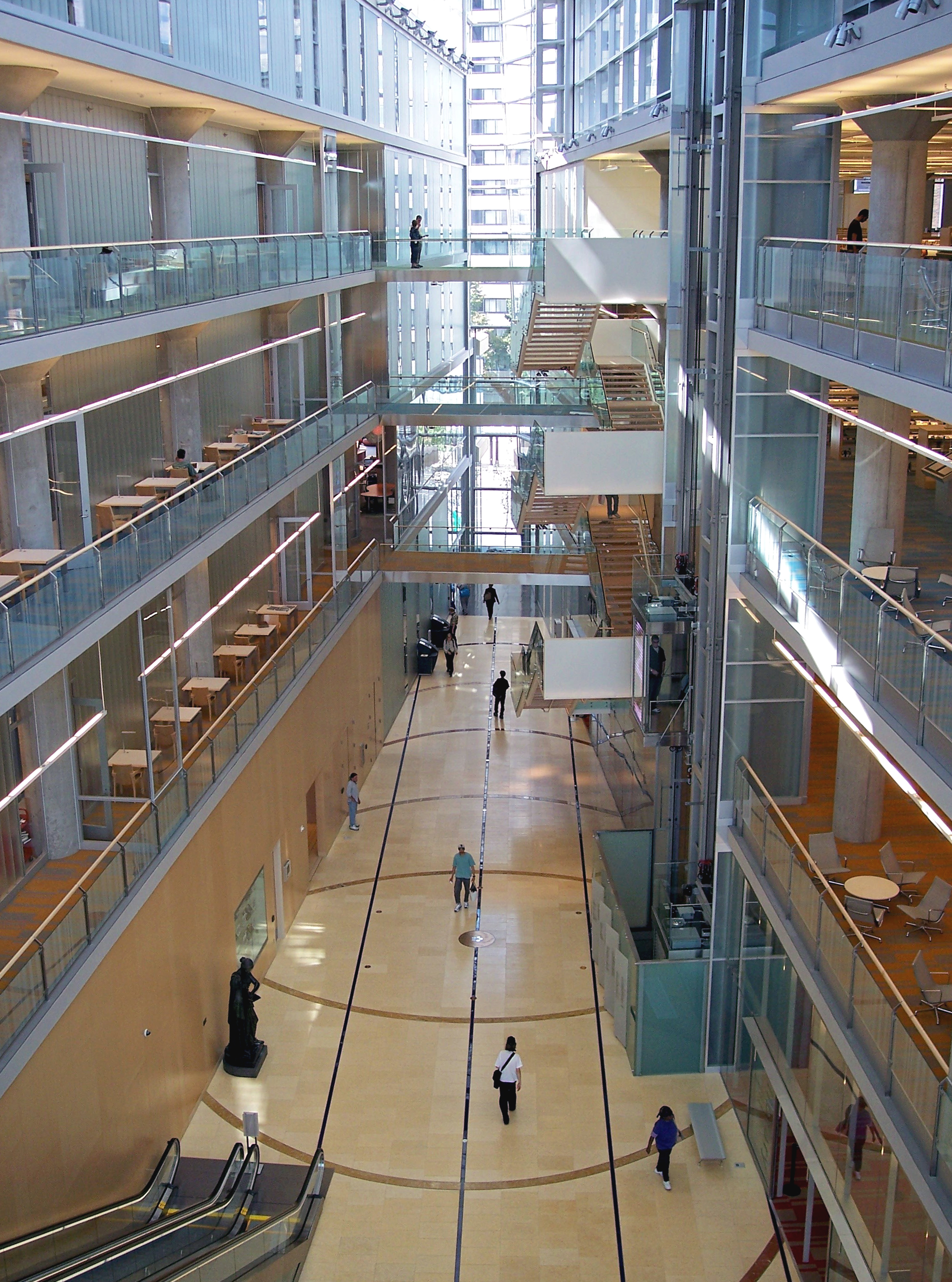
Atrio de la Biblioteca
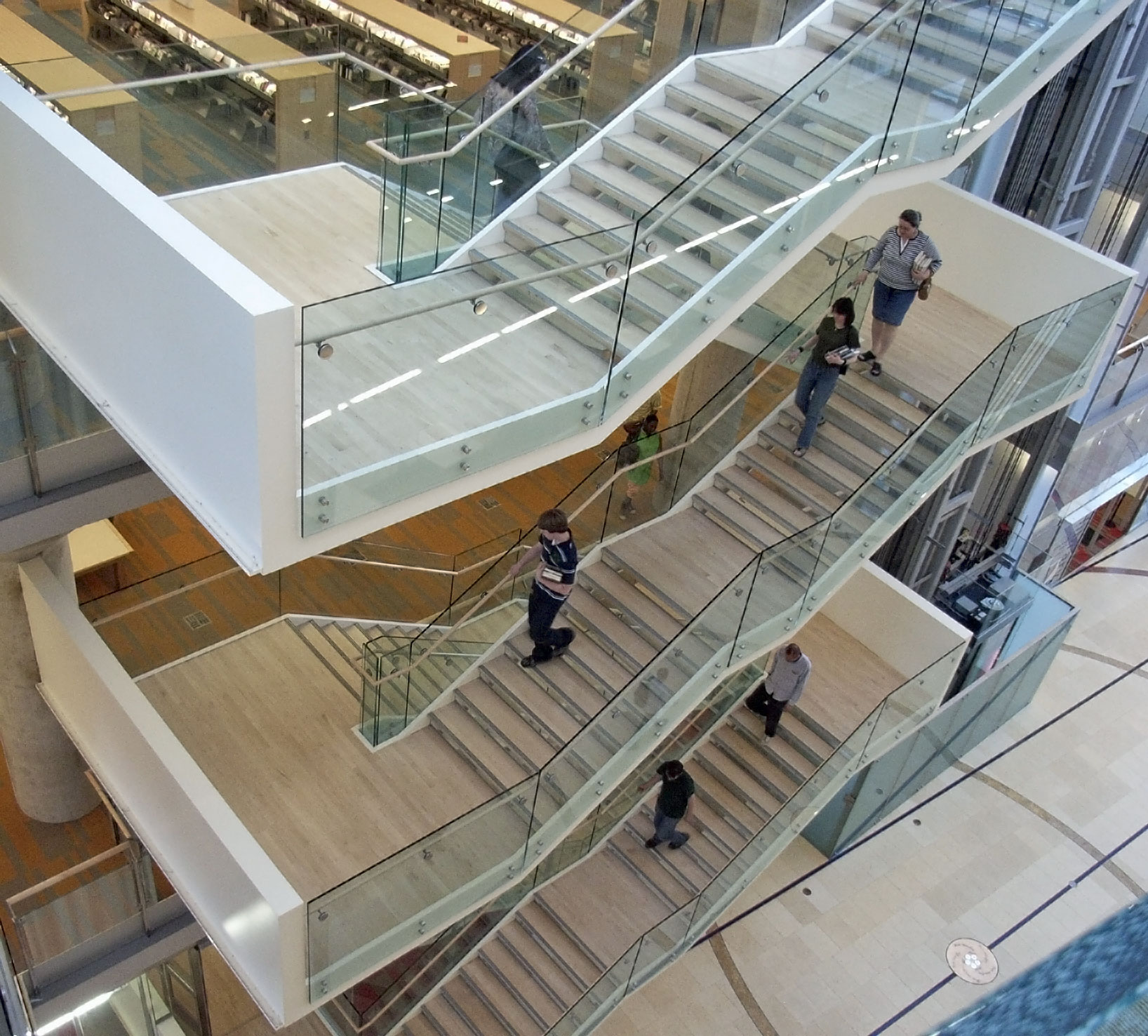
Escaleras
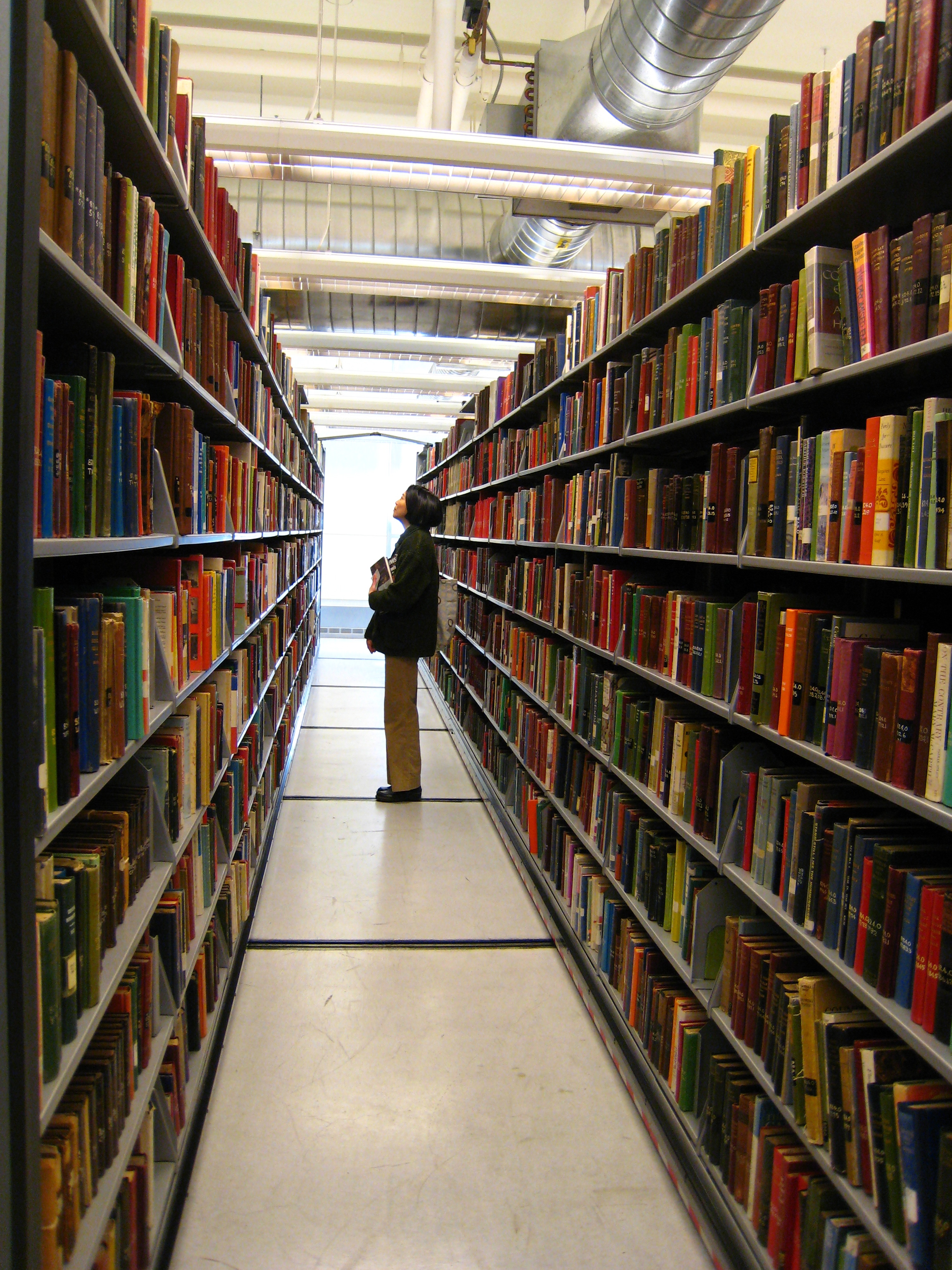
Anaqueles
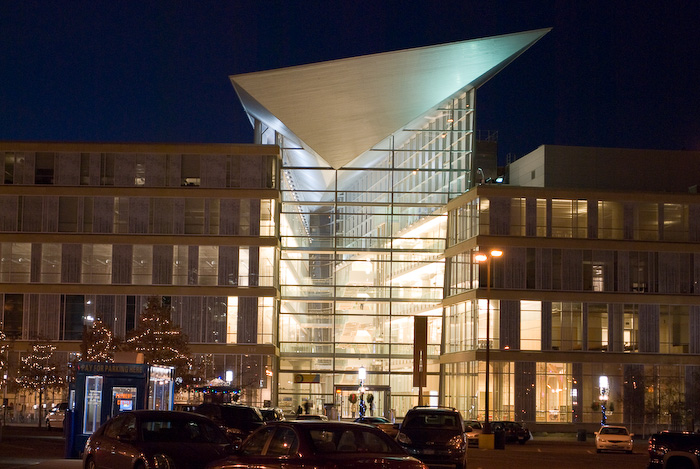
Iluminación nocturna